# APAAN
APAAN (ook wel: apaan) of alfa-fenylacetoacetonitril (Engels: alpha-phenylacetoacetonitrile) is een organische verbinding die wordt gebruikt bij de bereiding van bepaalde drugs. APAAN bevat een nitrilgroep en een benzeenring (fenylgroep).
De stof wordt, als drugs-pre-precursor, gebruikt voor het maken van de stof fenylaceton (die ook bekend is als BMK = BenzylMethylKeton) en daarvan worden de stimulerende middelen methamfetamine en amfetamine gemaakt. Er zijn ook andere manieren om meth te maken. Het Amerikaanse Ministerie van Buitenlandse Zaken noemt in het bijzonder Nederland als plek waar APAAN wordt gebruikt. Het Europees waarnemingscentrum voor drugs en drugsverslaving (EMCDDA) noemt in het bijzonder Polen.
APAAN wordt niet genoemd in de Nederlandse Opiumwet en de Wet voorkoming misbruik chemicaliën, maar wel in de Nederlandse Douanebrochure voor Drugsprecursoren. De Rechtbank in Den Bosch heeft op 19 december 2012 in een oordeel in een strafzaak uitgesproken dat bezit en productie van deze stof op zich niet strafbaar is. Opmerkelijk is echter dat op 27 augustus 2013 deze zelfde rechtbank heeft geoordeeld dat het bezit ervan wel strafbaar is. Het Nederlandse Openbaar Ministerie meent, omdat het slechts gebruikt zou worden voor productie van de drugsprecursor BMK, dat APAAN wel onder de Wet voorkoming misbruik chemicaliën valt.